# جمهورية روسيا الاتحادية الاشتراكية السوفيتية (1917-1922)
جمهورية روسيا الاتحادية الاشتراكية السوفيتية (1917-1922) (بالروسية: Российская Социалистическая Федеративная Советская Республика (1917—1922))‏ هي دولة روسية اشتراكية سابقة في الفترة التي تلت الثورة الروسية وثورة أكتوبر في عام 1917 وقبل تأسيس الاتحاد السوفيتي في عام 1922، منذ عام 1918 كانت تعرف بإسم"جمهورية روسيا الاتحادية الاشتراكية السوفيتية".